# Fola Evans-Akingbola
Fola Evans-Akingbola, född den 26 september 1994 i London, Storbritannien är en brittisk skådespelare.
Evans-Akingbola har bland annat medverkat i TV-serierna Siren 2018-2020 Ten Percent från 2022 och The Night Agent från 2023. Hon har även medverkat i filmen VS. från 2018. 

## Filmografi (i urval)
- 2018-2020: Siren
- 2018: VS.
- 2022: Ten Percent
- 2023: The Night Agent
- 2025 – Back in Action